# Walker Henry John Lewis d'Acosta
Walker Henry John Lewis d'Acosta (fl. 1883-89) è stato un pittore spagnolo.

## Biografia
Allievo di Alexandre Cabanel e di Jean-Joseph Benjamin-Constant, fu attivo a Parigi tra il 1883 e il 1889 come pittore di genere e di scene storiche. Espose al Salon della capitale francese, oltre che al Royal Glasgow Institute of the Fine Arts nel 1886.